# 5G JAPAN
株式会社5G JAPAN（ファイブジージャパン）は、東京都港区に本社を置く、日本の株式会社。通信大手のソフトバンクとKDDIによって設立された。

## 概要
2019年7月3日に交わされた合意（5G基地局の共同整備）により、2020年4月1日にソフトバンクとKDDIによる合弁会社として設立された。
会社設立時の代表取締役社長の寺尾徳明はKDDIから、代表取締役副社長の大瀧栄司はソフトバンクからの出向という形になっている。
事業内容としては、両社の保有する基地局や5G（第5世代移動通信システム）設備の共用などを目的としている。

## 沿革
- 2020年4月1日 - 設立